# Kandy
Kandy (singalski jezik: මහ නුවර, Maha Nuvara; tamilski: கண்டி, Kaṇṭi) je grad u središnjem gorju Šri Lanke koji je 2001. imao oko 110.000 stanovnika. Ime Kandy izvedeno je iz singaleškog Kanda uḍa raṭa, što znači "kraljevstvo na brijegu". U Starom gradu Kandyju, koji je bio posljednja prijestolnica starih singaleških kraljeva, nalazi se "Hram relikvije zuba" (Sri Dalada Maligawa), koji je jedno od najsvetijih mjesta za budiste Šri Lanke, zbog čega su njegovi spomenici upisani na UNESCO-ov popis mjesta svjetske baštine u Aziji 1988. godine.

## Zemljopisne odlike
Kandy je sagrađen na oko 500 metara nadmorske visine. Okružen je brežuljcima u dolini uz rijeku Mahaveli. Klima grada je s godišnjim prosjekom od 24°C osjetno hladnija nego u nizini. Svježini klime i relativno dobroj kvaliteti zraka doprinosi i umjetno jezero u središtu. Izgradio ga je 1812. godine posljednji singaleški kralj.

## Povijest
Nakon što je Anuradhapura bila glavnim gradom otoka (od 6. stoljeća pr. Kr. do 8. stoljeća), sve do 13. stoljeća, kada ga zamjenjuje Polonnaruwa, te od 1592. do početka 19. stoljeća, Kandy je bio glavni grad otoka, a time i sjedište kraljevske palače i Dalada Maligawahram zuba koji čuva relikviju Bude. Iako su ga zauzeli Portugalaci u 16. stoljeću i Nizozemci u 17. stoljeću, Kandy je bio glavni grad zadnjeg singaleškog kraljevstva, koje se uspjevalo oduprijeti brojnim pokušajima osvajanja raznih kolonijalnih osvajača sve dok ga 1815. godine nisu osvojili Britanci. Od tada, grad je zadržao svoju funkciju kao vjerski glavni grad Šri Lanke i ostaje grad hodočašća sljedbenika Theravada budizma.
Tijekom povjesti grad je imao više imena. Prvo se zvao Senkadagalapura, kasnije Sri Wardhanapura, a Singalezi ga i danas ne zovu Kandy nego Maha Nuwara, što bi u prijevodu značilo "Veliki grad".

## Vjerski značaj
U Hramu zuba (Sri Dalada Maligawa) čuva se, navodno, gornji lijevi Budin očnjak. Ova relikvija bila je važan izvor legitimnosti singaleških kraljevstava, i stoga se uvijek čuvao u gradu gdje je bila rezidencija kralja. 
Taj hram je jedno od najvažnijih budističkih mjesta hodočašćenja, što je jedan od važnih uzroka blagostanja grada. Svake godine u kolovozu je procesija pod imenom Esala Perahera u kojoj relikvija na slonu prolazi gradom, a na procesiju dolazi veliki broj hodočasnika.
Od 1988. je kompleks Hrama zuba uvršten u UNESCOov popis svjetske baštine.

## Znamenitosti
Najznačajnija znamenitost grada je Hram zuba (Sri Dalada Maligawa). U ovom budističkom hramu čuva se Budin zub koji je u 4. stoljeću, prema predaji, doneo iz Indije jedan budistički misionar. Hram je i danas mjesto dolaska velikog broja budističkih hodočasnika.
Privlači i jezero (Kandy Lake). Uz njegovu obalu u centru grada su šetnice koje su vrlo žive, naročito nedjeljom i u vrijeme praznika. Tu se mogu iznajmiti čamci za vožnju jezerom, kao i kupiti suveniri.
Središte grada, između kule sa satovima i Hrama zuba, zanimljivo je prije svega zbog svojih uskih i krivudavih ulica, i živih dnevnih aktivnosti. U glavnoj ulici, Dalada Vidiya, nalazi se nekoliko zgrada tipičnih za razdoblje kolonijalizma, a treba spomenuti i crveno bijelu džamiju kao i St.paul's Church u blizini hramskog kompleksa.
Od kraja prošlog stoljeća na obližnjem brežuljku je velika Budina statua, obojena zlatno, vidljiva s mnogih mjesta u gradu, no prevladava mišljenje da umjetnička vrijednost statue nije velika.
Izvan granice grada, oko 5 kilometara zapadno, nalazi se botanički vrt Peradeniya koji godišnje posjeti oko 1,2 milijuna posjetitelja. Osnovan je još 1371. godine i s površinom od 60 hektara je najveći u zemlji. U njemu živi veliki broj velešišmiša.

## Stanovništvo
Galle je s 91.000 stanovnika veliki šrilankaski grad i većinu čine Sinhalezi, te veliki broj šrilankaških Maura, potomaka arapskih trgovaca koji su se naselili u luci Gallea. Galle je također poznat i po velikom broju stranaca, što stalnih stanara, što vlasnika ljetnikovaca.
| Narodnost                                          | Brojnost | % od ukupnog broja |
| -------------------------------------------------- | -------- | ------------------ |
| Sinhalezi                                          | 77.560   | 70,48              |
| Šrilankaski Mauri                                  | 15.326   | 13,93              |
| Šrilankaski Tamili                                 | 9.427    | 8,57               |
| Indijski Tamili                                    | 5.245    | 4,77               |
| Ostali (uključujući Burgere i Šrilankaske Malajce) | 2.489    | 2,26               |
| Ukupno                                             | 110.049  | 100                |

Izvor: Popis stanovništva iz 2001.

## Vanjske poveznice
- Kandy City  Arhivirana inačica izvorne stranice od 19. kolovoza 2019. (Wayback Machine)
- Stranica Hrama zuba  Arhivirana inačica izvorne stranice od 25. prosinca 2006. (Wayback Machine) (engl.)
- Elephant on street in Kandy